# 비콜어군
비콜어군(Bikol languages)은 루손섬의 비콜반도 지역에서, 카탄두아네스와 부리아스 제도, 마스바테 지방의 일부에서 사용하는 중앙필리핀어군 집단이다. 비사야어와 비콜어 사이에는 방언연속체가 있다.
필리핀의 표준어인 타갈로그어와 단어가 똑같은 경우도 몇몇 있으나, 그렇지 않은 경우가 훨씬 많으므로 비콜어를 하는 사람과 타갈로그어를 하는 사람간의 의사소통은 어려울 수도 있다.

## 내부 분류

### 민족어
민족어에 따라 묶을 수 있는 비콜어는 다음과 같다.
- 해안 비콜어 (북부)
  - 이사로그 아그타 어
  - 이라야 아그타 산어
  - 중부 비콜어
    - 카나만 방언 (표준)
    - 나가 방언
    - 파르티도 방언
    - 타바코-레가스피-소르소곤 (TLS) 방언
    - 다에트 방언
    - 비락 방언

  - 남부 카탄두아네스 비콜어
- 내륙 비콜어(남부)
  - 이리가아그타 산 어
  - 알바이 비콜어
    - 부히논어
    - 리본어
    - 서미라야 어
    - 동미라야 어

  - 링코나다 비콜어
    - 고원 / 시나부키드 방언
      - 아그타 방언
      - 이리가 방언 (표준)

    - 저지 / 시나라너우 방언
      - 바오 방언
      - 바토 방언
      - 불라-필리 방언
      - 나부아-발라탄 방언
- 북부 카탄두아네스 비콜어 (판단 비콜)